# Edgar Schmued

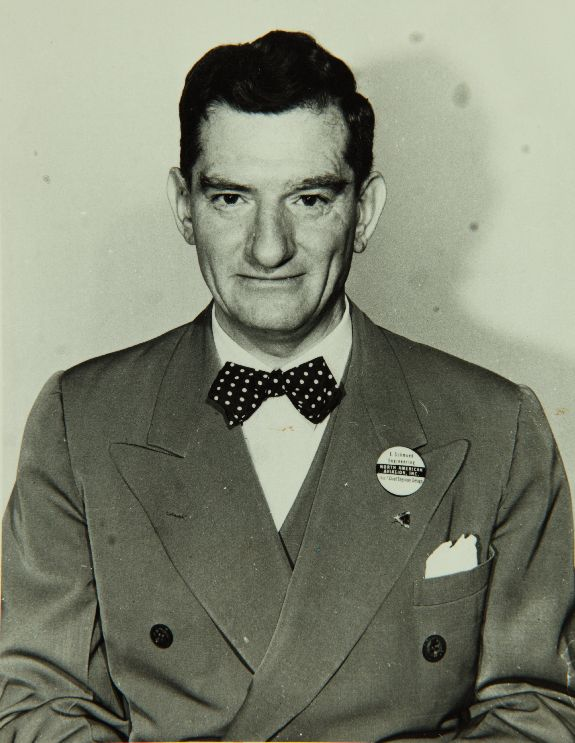
Edgar Schmued

Edgar O. (Ed) Schmued (Schmüd) (* 30. Dezember 1899 in Hornbach; † 1. Juni 1985 in Oceanside (Kalifornien)) war ein deutsch-amerikanischer Flugzeugkonstrukteur, bekannt für den Entwurf der Jagdflugzeuge North American P-51 Mustang und North American F-86 Sabre für den Hersteller North American Aviation.

## Leben
Edgar Schmued wurde am 30. Dezember 1899 in Hornbach geboren. Er ging 1925 nach Brasilien und arbeitete bei General Aviation, dem Luftverkehrszweig der General Motors Corporation in Brasilien. 1931 erhielt er wegen seiner hervorragenden Arbeit eine Einwanderungserlaubnis in die Vereinigten Staaten, wo er anschließend für die Fokker Aircraft Corporation of America in New Jersey arbeitete, einem Flugzeughersteller im Besitz von General Motors. Dort begann er seine Karriere als Flugzeugkonstrukteur.
Schmued entwarf zahlreiche Flugzeuge. Sein mit Abstand bekanntester Entwurf war das erfolgreiche Jagdflugzeug P-51 Mustang, das im Zweiten Weltkrieg eingesetzt wurde. Beim F-5 Tiger war er die treibende Kraft.
Schmued starb am 1. Juni 1985 in Oceanside (Kalifornien).